# Glycolate déshydrogénase
La glycolate déshydrogénase est une oxydoréductase qui catalyse la réaction :
glycolate + accepteur oxydé  {\displaystyle \rightleftharpoons }  glyoxylate + accepteur réduit.
Cette enzyme intervient notamment chez certaines cyanobactéries, par exemple du genre Synechocystis, dans le cadre de la photorespiration.